# Titus Aebutius Helva
Titus Aebutius Helva was Romeins consul in 499 v.Chr..
Gedurende het jaar dat Titus consul was, vonden de volgende gebeurtenissen plaats: de belegering van Fidenae, de bezetting van Crustumeria en de afscheiding van Palestrina van de Latijnen naar Rome en Aulus Postumius werd verheven tot dictator tijdens de gevechten met de Latijnse Bond. Hij marcheerde naar "Meer Regillus" nabij Tusculum met Titus Aebutius als zijn Magister equitum. Gedurende de confrontaties verwondde Titus Aebutius de Latijnse officier Octavius Mamilius in de borst, maar liep zelf ook een verwonding op aan de arm waardoor hij later de strijd verliet. De confrontatie werd uiteindelijk gewonnen door de Romeinen na een aantal jaren.